# Serie A 1987/1988
Soutěžní ročník Serie A 1987/88 byl 86. ročník nejvyšší italské fotbalové ligy a 56. ročník od založení Serie A. Soutěž začala 13. září 1987 a skončila 15. května 1988. Účastnilo se jí opět 16 týmů z toho 13 se kvalifikovalo z minulého ročníku. Poslední tři týmy předchozího ročníku, jimiž byli Udinese Calcio, Atalanta BC a Brescia Calcio sestoupili do druhé ligy. Opačným směrem putovali tři týmy, jimiž byli Pescara Calcio (vítěz druhé ligy), Pisa SC, AC Cesena.
Před sezonou se rozhodlo že od sezony 1988/89 se bude hrát s 18 kluby. A tak na konci ročníku sestoupí jen poslední dva kluby a místo nich postoupí čtyři.
Titul v soutěži obhajoval klub SSC Neapol, který v minulém ročníku získal své 1. prvenství v soutěži.

## Přestupy hráčů
| Jméno                 | odkud               | kam                |                           |
| --------------------- | ------------------- | ------------------ | ------------------------- |
| Ruud Gullit           | PSV Eindhoven       | Milán AC           | nejdražší přestup té doby |
| Marco van Basten      | AFC Ajax            | Milán AC           |                           |
| Carlo Ancelotti       | AS Řím              | Milán AC           |                           |
| Ray Wilkins           | Milán AC            | Paris St. Germain  |                           |
| Mark Hateley          | Milán AC            | AS Monaco          |                           |
| Rudi Völler           | Werder Brémy        | AS Řím             |                           |
| Giancarlo Antognoni   | AC Fiorentina       | FC Lausanne-Sport  |                           |
| Glenn Hysén           | IFK Göteborg        | AC Fiorentina      |                           |
| Luigi De Agostini     | AC Hellas Verona    | Juventus FC        |                           |
| Ian Rush              | FC Liverpool        | Juventus FC        |                           |
| Enzo Scifo            | RSC Anderlecht      | Inter Milán        |                           |
| Aldo Serena           | Juventus FC         | Inter Milán        |                           |
| Careca                | São Paulo FC        | SSC Neapol         |                           |
| Marco Tardelli        | Inter Milán         | FC St. Gallen      |                           |
| Karl-Heinz Rummenigge | Inter Milán         | Servette FC        |                           |
| Thomas Berthold       | Eintracht Frankfurt | AC Hellas Verona   |                           |
| Roberto Tricella      | AC Hellas Verona    | Juventus FC        |                           |
| Walter Casagrande     | FC Porto            | Ascoli Calcio 1898 |                           |
| Toni Polster          | Austria Vídeň       | Turín Calcio       |                           |
| Júnior                | Turín Calcio        | Pescara Calcio     |                           |
| Wim Kieft             | Turín Calcio        | PSV Eindhoven      |                           |
| Amedeo Carboni        | Empoli FC           | AC Parma           |                           |
| Nikos Anastopoulos    | Olympiakos Pireus   | US Avellino        |                           |
| Dunga                 | CR Vasco da Gama    | Pisa Calcio        |                           |

## Složení ligy v tomto ročníku
| Klub               | Město         | Stadión                          | Kapacita | Trenér                                       | 1986/87          |
| ------------------ | ------------- | -------------------------------- | -------- | -------------------------------------------- | ---------------- |
| Ascoli Calcio 1898 | Ascoli Piceno | Stadio Cino e Lillo Del Duca     | 40 000   | Ilario Castagner                             | 12.              |
| US Avellino        | Avellino      | Stadio Partenio-Adriano Lombardi | 39 500   | Luís Vinício (do 5. kola) Eugenio Bersellini | 8.               |
| AC Cesena          | Cesena        | Stadio Dino Manuzzi              | 35 900   | Alberto Bigon                                | Serie B          |
| Como Calcio        | Como          | Stadio Giuseppe Sinigaglia       | 20 000   | Aldo Agroppi (do 13. kola) Tarcisio Burgnich | 11.              |
| Empoli FC          | Empoli        | Stadio Carlo Castellani          | 18 000   | Gaetano Salvemini                            | 13.              |
| AC Fiorentina      | Florencie     | Stadio Comunale                  | 58 000   | Sergio Santarini + Sven-Göran Eriksson       | 10.              |
| UC Sampdoria       | Janov         | Stadio Luigi Ferraris            | 57 800   | Narciso Pezzotti + Vujadin Boškov            | 6.               |
| FC Inter Milán     | Milán         | Stadio Giuseppe Meazza           | 83 000   | Giovanni Trapattoni                          | Bronzová medaile |
| Milán AC           | Milán         | Stadio Giuseppe Meazza           | 83 000   | Arrigo Sacchi                                | 5.               |
| SSC Neapol         | Neapol        | Stadio San Paolo                 | 81 000   | Ottavio Bianchi                              |                  |
| Pescara Calcio     | Pescara       | Stadio Adriatico                 | 40 000   | Giovanni Galeone                             | Serie B          |
| Pisa SC            | Pisa          | Stadio Arena Garibaldi           | 35 800   | Giuseppe Materazzi                           | Serie B          |
| AS Řím             | Řím           | Stadio Olimpico                  | 66 000   | Angelo Benedicto Sormani + Nils Liedholm     | 7.               |
| Juventus FC        | Turín         | Stadio Comunale                  | 71 000   | Rino Marchesi                                | Stříbrná medaile |
| Turín Calcio       | Turín         | Stadio Comunale                  | 71 000   | Luigi Radice                                 | 11.              |
| AC Hellas Verona   | Verona        | Stadio Marcantonio Bentegodi     | 47 800   | Osvaldo Bagnoli                              | 4.               |

## Tabulka
| Poř. | Tým                | Z  | V  | R  | P  | VG | OG | B  |
| ---- | ------------------ | -- | -- | -- | -- | -- | -- | -- |
| 1.   | Milán AC           | 30 | 17 | 11 | 2  | 43 | 14 | 45 |
| 2.   | SSC Neapol         | 30 | 18 | 6  | 6  | 55 | 27 | 42 |
| 3.   | AS Řím             | 30 | 15 | 8  | 7  | 39 | 26 | 38 |
| 4.   | UC Sampdoria       | 30 | 13 | 11 | 6  | 41 | 30 | 37 |
| 5.   | FC Inter Milán     | 30 | 11 | 10 | 9  | 42 | 35 | 32 |
| 6.   | Juventus FC 2      | 30 | 11 | 9  | 10 | 35 | 30 | 31 |
| 7.   | Turín Calcio 2     | 30 | 8  | 15 | 7  | 33 | 30 | 31 |
| 8.   | AC Fiorentina      | 30 | 9  | 10 | 11 | 29 | 33 | 28 |
| 9.   | AC Cesena          | 30 | 7  | 12 | 11 | 23 | 32 | 26 |
| 10.  | AC Hellas Verona   | 30 | 7  | 11 | 12 | 23 | 30 | 25 |
| 11.  | Como Calcio        | 30 | 6  | 13 | 11 | 22 | 37 | 25 |
| 12.  | Ascoli Calcio 1898 | 30 | 6  | 12 | 12 | 30 | 37 | 24 |
| 13.  | Pisa SC            | 30 | 6  | 12 | 12 | 23 | 30 | 24 |
| 14.  | Pescara Calcio     | 30 | 8  | 8  | 14 | 27 | 44 | 24 |
| 15.  | US Avellino        | 30 | 5  | 13 | 12 | 19 | 39 | 23 |
| 16.  | Empoli FC 1        | 30 | 6  | 13 | 11 | 20 | 30 | 20 |

Poznámky
- Z = Odehrané zápasy; V = Vítězství; R = Remízy; P = Prohry; VG = Vstřelené góly; OG = Obdržené góly; B = Body
- za výhru 2 body, za remízu 1 bod, za prohru 0 bodů.
- 1  klub Empoli FC přišel během sezony o 5 bodů za nelegální praktiky
- 2  Juventus FC a Turín Calcio sehráli utkání (0:0, na pen. 4:2) o místo v Poháru UEFA.

|  | Přímý postup do PMEZ 1988/89        |
|  | Přímý Postup do Poháru UEFA 1988/89 |
|  | Přímý postup do Poháru PVP 1988/89  |
|  | Sestup do Serie B 1988/89           |

## Střelecká listina
Nejlepším střelcem tohoto ročníku Serie A se stal argentinský útočník Diego Maradona. Hráč SSC Neapol vstřelil 15 branek.
| P.  | Nár        | Hráč                 | Tým            | Branky |
| --- | ---------- | -------------------- | -------------- | ------ |
| 1.  | Argentina  | Diego Maradona       | SSC Neapol     | 17     |
| 2.  | Brazílie   | Careca               | SSC Neapol     | 13     |
| 3.  | Itálie     | Giuseppe Giannini    | AS Řím         | 11     |
| 3.  | Itálie     | Pietro Paolo Virdis  | Milán AC       | 11     |
| 5.  | Itálie     | Gianluca Vialli      | UC Sampdoria   | 10     |
| 6.  | Itálie     | Alessandro Altobelli | FC Inter Milán | 9      |
| 6.  | Nizozemsko | Ruud Gullit          | Milán AC       | 9      |
| 6.  | Rakousko   | Toni Polster         | Turín Calcio   | 9      |
| 6.  | Rakousko   | Walter Schachner     | US Avellino    | 9      |
| 10. | Itálie     | Enrico Cucchi        | Empoli FC      | 8      |
| 10. | Itálie     | Bruno Giordano       | SSC Neapol     | 8      |
| 10. | Jugoslávie | Blaž Slišković       | Pescara Calcio | 8      |

## Vítěz
| Serie A 1987/88 AC Milán (11. titul) |